# Печінка з П'яченци

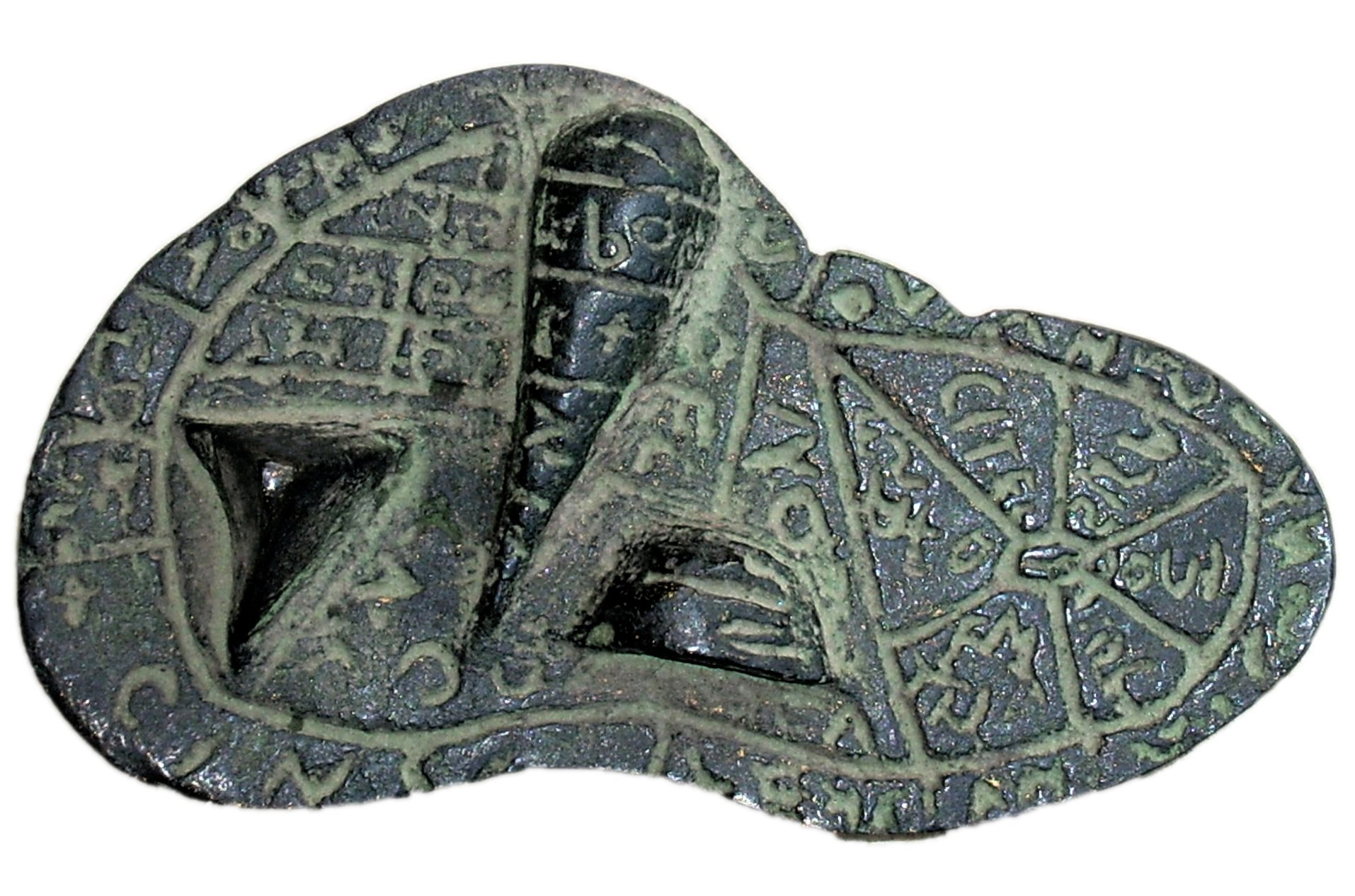
Печінка з П'яченци

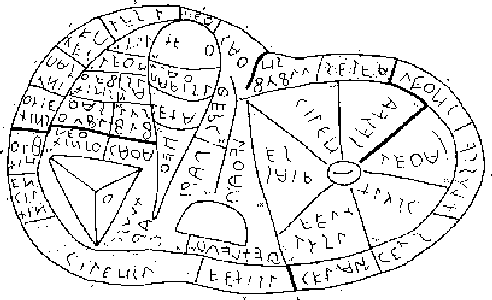
Промальовування написів на моделі печінки

Печінка з П'яченци — етруська бронзова модель печінки для гаруспіцій, що датується II століттям до н. е.
Знайдена 26 вересня 1877 в околицях Госсоленго (італ. Settima di Gossolengo) в час оранки, в даний час виставляється в муніципальному музеї П'яченци - палаці Фарнезе.
Печінка з П'яченци є бронзовою моделлю овечої печінки в натуральну величину (126 x 76 x 60 мм), на яку нанесена модель неба з вигравіруваними на ній сорока написами, які, в свою чергу, згруповані в шістнадцяти секторах, відповідним шістнадцяти етруським божествам, одинадцять з яких мають паралелі в римському пантеоні:
- Cautha (Sol Invictus)
- Fuflus (Вакх)
- Hercle (Геркулес)
- Mae (Майа)
- Maris (Марс)
- Nethuns (Нептун)
- Satres (Сатурн)
- Selvans (Сільван)
- Tin (Юпітер)
- Uni (Юнона)
- Vetisi (Вейовіс)

Решта п'ять імен божеств на печінці не мають паралелей в римській міфології.
Крім печінки з П'яченци, відомі аналогічні моделі печінки для гастроскопічних гадань. Так, аналогічна печінка з алебастру виставляється в етруському музеї ім. Гварначчі в Вольтеррі, відомі й близькосхідні теракотові моделі печінки II тисячоліття до нашої ери з нанесеними на них текстами, що використовувалися для ворожінь .
Припущення, що печінка з П'яченци має відношення до «медичної астрології», засновані на трактуванні фрагментів Публія Нігідій Фігула у викладі Цицерона, в даний час вважаються хибними.